# Еней
Еней (на гръцки: Αινείας, Aineías) е троянски герой, син на принц Анхиз и богинята Афродита (Венера в римските източници). Неговият баща е братовчед на цар Приам. След като напуска превзетата от гърците Троя, той тръгва на път и основава днешния Рим. Еней е важна фигура както от гръцката, така и от римската митология. Той е персонаж от Омировата „Илиада“ и Шекспировата пиеса „Троил и Кресида“.

## Легендата
След падането на Троя, Еней, начело на група оцелели, напуснал града. С него били неговият син Асканий, неговият тръбач Мизен, баща му Анхис, лечителят Япикс и Мимас като водач. Съпругата му Креуза била убита по време на плячкосването на града. Те напуснали Троя с няколко кораба, търсейки нов дом. Поостанали в няколко близки държави, но те не били гостоприемни към бежанците и накрая пророчицата Сибила им казала да се върнат към земята на техните праотци. Първо отишли на о-в Крит, където Дардан се бил заселил, но там намерили чумата, заради която бил изгонен и Идоменей. След това намерили колонията, основана от Хелен и Андромаха, но отказали да останат. След седем години пристигнали в Картаген, където Еней имал връзка с Дидона. Вероятно боговете му заповядали да продължи нататък (Дидона се самоубила), и Еней и хората му стигнали до устието на днешен Тибър в Италия. Там Сибила го завела в подземното царство и му предсказала величието на Рим, който ще бъде основан от неговите потомци. Той се споразумял, да се заселят там, с местния цар Латин и се оженил за неговата дъщеря Лавиния. Нейният бивш жених Турн, цар на рутулите, чиито планове да наследи трона след брак с девойката са провалени, започва война с Еней и търси помощ от етруските. Еней обединил двата народа - доведените троянци и заварените на място аборигени и ги нарекъл латини. В жестока битка Еней надделява над етруските, но загива. Така в живота му се преплитат две от най-великите събития в човешката история – падането на Троя и основаването на Рим от неговите потомци.
Триста години по-късно според римската митология техните потомци Ромул и Рем основали Рим. 
Подробностите от пътуването на Еней, неговата връзка с Дидона, и установяването в Италия са предмет на разказа в поемата „Енеида“ на Вергилий.